# Triângulo Mineiro e Alto Paranaíba
Triângulo Mineiro e Alto Paranaíba è una mesoregione del Minas Gerais in Brasile.

## Microregioni
È suddivisa in 7 microregioni:
- Araxá
- Frutal
- Ituiutaba
- Patos de Minas
- Patrocínio
- Uberaba
- Uberlândia